# Paradidyma obliqua
Paradidyma obliqua là một loài ruồi trong họ Tachinidae.